# Kozłów (gromada w powiecie miechowskim)
Kozłów – dawna gromada, czyli najmniejsza jednostka podziału terytorialnego Polskiej Rzeczypospolitej Ludowej w latach 1954–1972.
Gromady, z gromadzkimi radami narodowymi (GRN) jako organami władzy najniższego stopnia na wsi, funkcjonowały od reformy reorganizującej administrację wiejską przeprowadzonej jesienią 1954 do momentu ich zniesienia z dniem 1 stycznia 1973, tym samym wypierając organizację gminną w latach 1954–1972.
Gromadę Kozłów z siedzibą GRN w Kozłowie utworzono – jako jedną z 8759 gromad na obszarze Polski – w powiecie miechowskim w woj. krakowskim, na mocy uchwały nr 24/IV/54 WRN w Krakowie z dnia 6 października 1954. W skład jednostki weszły obszary dotychczasowych gromad Kozłów, Przysieka i Wierzbica ze zniesionej gminy Kozłów w tymże powiecie. Dla gromady ustalono 25 członków gromadzkiej rady narodowej.
31 grudnia 1959 do gromady Kozłów przyłączono obszar zniesionej gromady Marcinowice oraz wsie Bryzdzyń i Wolica ze zniesionej gromady Bryzdzyń.
31 grudnia 1961 do gromady Kozłów przyłączono obszar zniesionej gromady Kamionka.
1 stycznia 1969 do gromady Kozłów przyłączono wieś Kępie ze zniesionej gromady Pogwizdów.
Gromada przetrwała do końca 1972 roku, czyli do kolejnej reformy gminnej. 1 stycznia 1973 reaktywowano gminę Kozłów.